# GNU Autotools
GNU 빌드 시스템(GNU build system), 또는 간단히 Autotools는 소스 코드 패키지를 수많은 유닉스 계열 운영 체제로 포팅할 수 있게 도와 주는 프로그래밍 도구 제품군이다.

다이어그램

소프트웨어를 여러 플랫폼에서 사용할 수 있게 만드는 것은 어려울 수 있다. C 컴파일러는 시스템마다 다르다. 특정한 라이브러리 함수는 일부 시스템에 존재하지 않고 헤더 파일들은 각기 이름이 다를 수 있다. 이를 관리하는 한 가지 방법은 #ifdef 등의 코드를 이용하여 조건식 코드를 기록하는 것이다. 그러나 다양한 빌드 환경 때문에 이러한 접근은 관리를 불가능하게 만들어가고 있다. GNU 빌드 시스템은 이러한 문제를 더 관리할 수 있도록 하고 있다.
GNU 빌드 시스템은 GNU 툴체인의 일부이며 수많은 자유 소프트웨어 및 오픈 소스 패키지에 널리 쓰인다. GNU 빌드 시스템을 이루는 도구들은 사유 소프트웨어에 GNU 빌드 시스템의 이용을 허가하는 특별한 라이선스 예외와 더불어 GNU 일반 공중 사용 허가서 하의 자유 소프트웨어로 라이선스된다.

## 포함 도구
- GNU Autoconf
- GNU Automake
- GNU Libtool
- Gnulib